# Vuurtoren van Nash Point
De vuurtoren van Nash Point (Nash Point Lighthouse) staat in de county borough Vale of Glamorgan in het zuiden van Wales in het Verenigd Koninkrijk. De vuurtoren fungeert als navigatiemiddel voor schepen die door het Kanaal van Bristol varen. Hij vestigt de aandacht op de voor de scheepvaart gevaarlijke Nash Sands. Deze zandbanken waren voor de bouw van de toren verantwoordelijk voor het vergaan van een groot aantal schepen en opvarenden. De toren vormde oorspronkelijk een lichtlijn met een lagere vuurtoren die zich ongeveer 300 m ten westen bevond. Dit lage licht werd in 1924 uitgeschakeld.
De toren was bemand tot 5 augustus 1998. Na de automatisatie werd het beheer van de installatie overgenomen door het Planning Centre van Trinity House in Harwich in het Engelse Essex. Trinity House is verantwoordelijk voor de navigatiemiddelen in Engeland, Wales, Gibraltar en de Kanaaleilanden.

## Kenmerken en uitrusting

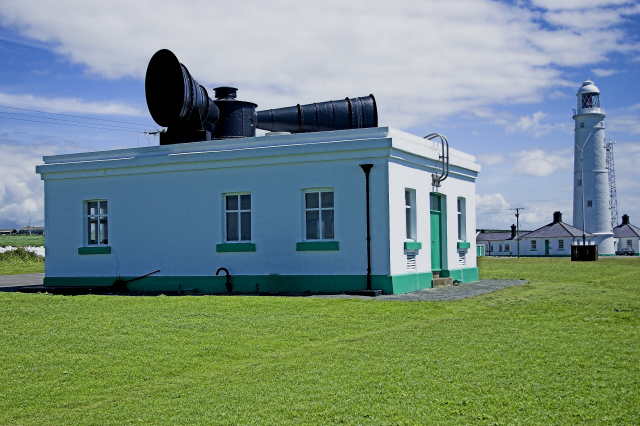
De misthoorns worden sinds 1995 niet meer gebruikt als navigatiemiddel. Bij bijzondere gelegenheden kunnen ze echter opnieuw in werking gesteld worden.

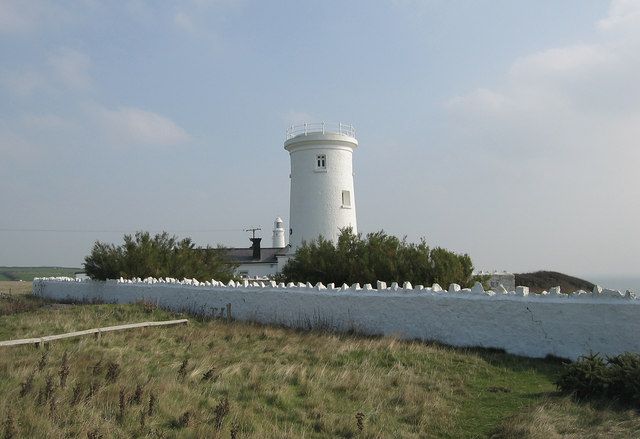
Rond 1950 werd het lichthuis van het lage licht verwijderd. Het gebouw bleef behouden. Op de achtergrond is de huidige vuurtoren zichtbaar.

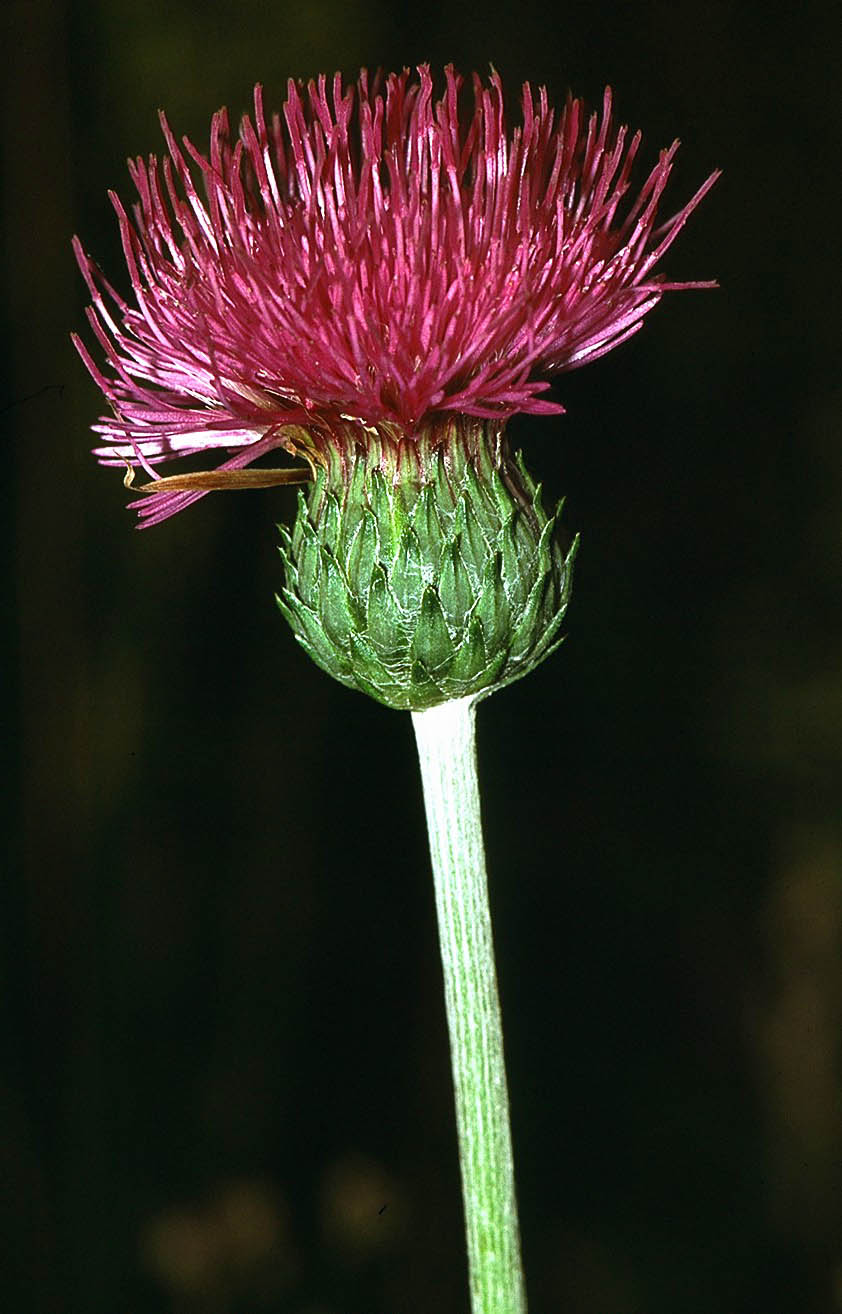
Cirsium tuberosum

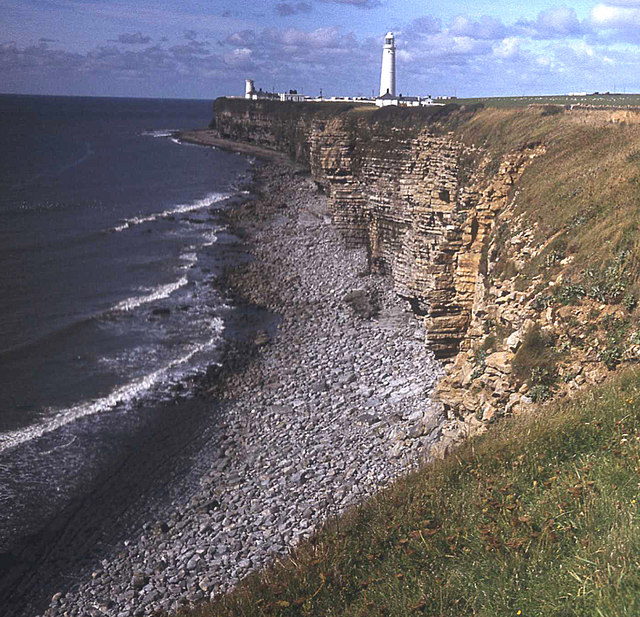
Nash Point is onderhevig aan kusterosie.

De 37 m hoge toren heeft een conische vorm met een brede basis die naar boven toe versmalt en werd volledig wit geschilderd. In het lichthuis bevindt zich een roterend catadioptrisch systeem met een brandpuntsafstand van 360 mm dat het licht bundelt dat door elektrische gloeilampen met een vermogen van 150 W wordt opgewekt. Dit licht, dat een sterkte heeft van 134.000 candela, is zichtbaar tot op een afstand van 21 zeemijl (ongeveer 39 km) en bevindt zich 56 m boven het zeeniveau. De toren genereert twee witte schitteringen om de 15 seconden. Een gekleurd scherm, dat voor een deel van het glas in het lichthuis werd geplaatst, zorgt voor een rode sector die de positie van de zandbanken aangeeft.
154 m ten westen van de toren staat een dienstgebouw dat de apparatuur bevat voor het mistsignaal. Op het dak van dit gebouw bevinden zich twee misthoorns van het type diaphone die worden aangestuurd door perslucht. Het signaal bestond uit twee opeenvolgende identieke tonen. Alhoewel de normale werking van de installatie rond 1995 werd stopgezet, weerklinken de misthoorns omwille van de bezoekers nog twee keer per maand. Dit gebeurt ook bij bijzondere gelegenheden zoals schoolbezoeken of huwelijken.

## Geschiedenis

### Bouw van twee torens en uitschakeling van het lage licht
Op 1 oktober 1831 werden de fundamenten aangebracht voor twee torens die samen een lichtlijn zouden vormden. De tussenafstand tussen de twee gebouwen bedroeg 302 m. Door een koers te volgen waarbij de lichten van de westelijke lage toren (low light) en de oostelijke hoge toren (high light) verticaal boven elkaar zichtbaar waren konden schippers de gevaarlijke zandbanken in het Kanaal van Bristol vermijden. De continu brandende lichten in beide torens werden voor het eerst ontstoken op 1 september 1832. De oostelijke toren had een hoogte van 37 m, de westelijke toren was 25 m hoog. 
Trinity House, de vennootschap die de torens beheerde, had de gronden al voor 1831 verworven, maar door het vergaan van het passagiersschip Frolic in maart van datzelfde jaar, waarbij alle 78 opvarenden om het leven kwamen, werd de bouw van de beide bouwwerken bespoedigd. De raderstoomboot was onderweg van Haverfordwest naar Bristol toen hij op de zandbanken liep. Bij de ramp kwamen een aantal hooggeplaatste officieren om, waaronder een generaal. De beroering die het scheepsongeval bij de bevolking veroorzaakte deed het bouwproces versnellen.
Het ontwerp van de twee complexen wordt toegeschreven aan James Walker, hoofdingenieur bij Trinity House. Waarschijnlijk was ook Joseph Nelson samen met zijn neef verantwoordelijk voor de planning en de bouw van de torens. De gebouwen werden opgetrokken uit blue lias, een soort kalksteen die ter plaatse onderaan de kust werd gewonnen en vervolgens naar de bouwwerf werd gehesen.  
Na 1920 werden de Nash Sands aangegeven door een rode sector in het hoge licht. Hiervoor werd een rood scherm voor een deel van de lens in het lichthuis geplaatst. Het licht in de lage toren, die nu overbodig bleek, werd in 1924 definitief gedoofd. Het gebouw bleef bewaard, maar het lichthuis en bijhorende apparatuur werden na 1950 verwijderd.

### Lichtbronnen
Bij hun ingebruikname werden de torens verlicht door Argandse lampen. Later werd een brander van het type Hood geïntroduceerd, een lichtbron die gevoed werd door paraffinedampen. Na de buitendienststelling van het lage licht in 1924 werd de lens in de overblijvende toren vervangen. Er werd ook een mechanisme geïnstalleerd dat werd aangedreven door een gewicht dat door een gietijzeren buis in het midden van de toren daalde en er voor zorgde dat het licht een flitsend karakter kreeg. In 1960 werd de vuurtoren verbonden met het lichtnet. Hierdoor kon het lichthuis vanaf 1971 worden verlicht door elektrische lampen met een vermogen van 1.500 W. Later werd opnieuw een modernisering doorgevoerd. De oude optiek werd verwijderd en vervangen door een compactere die werd verlicht door een lamp van 150 W.

### Mistsignaal
De apparatuur voor het mistsignaal werd in een afzonderlijk gebouw ondergebracht dat in 1906 was opgericht. De twee misthoorns die op het dak gemonteerd waren werden met perslucht gevoed. Dieselmotoren van het type Ruston dreven een compressor aan die de misthoorns van samengeperste lucht voorzag. Deze diesels zouden 60 jaar dienstdoen. In 1966 werden ze vervangen door motoren van het type Gardner. Het mistsignaal werd rond 1995 officieel buiten dienst gesteld, maar de installatie verkeert in goede staat zodat ze bij bijzondere gelegenheden opnieuw in werking kan gesteld worden.

### Bemanning
Na de indienststelling van de beide vuurtorens stond er voor de wachters telkens per toren een verblijf ter beschikking. Rond 1900 werden bij elke toren twee nieuwe woningen bijgebouwd terwijl het oorspronkelijk verblijf uitgebreid werd, waardoor er in totaal vier woongelegenheden ontstonden  Drie woningen waren voorbehouden voor de vuurtorenwachters en hun gezinnen die de dienst waarnamen op Nash Point. De vierde woning stond ter beschikking van de familie van wachters die een toren elders bemanden en waar voor gezinsleden geen verblijfsruimte voorzien was.  
Nash Point werd als laatste toren in Wales geautomatiseerd in 1998. Op 5 augustus van datzelfde jaar verliet de laatste wachter het complex. Daarmee was de vuurtoren de voorlaatste in het Verenigd Koninkrijk waarvan de bemanning teruggeroepen werd.

## Geregistreerde monumenten, natuurgebied en toeristische functie
Het vroegere lagere licht, de actieve vuurtoren, de misthoorninstallatie en alle bijhorende gebouwen werden ingeschreven als grade II listed building op de Statutory List of Buildings of Special Architectural or Historic Interest. Hiermee werden de bouwwerken aangeduid als gebouwen van speciaal belang. Dit betekent dat er de nodige inspanningen moeten geleverd worden om ze te onderhouden en ze in hun huidige staat te bewaren.
Het complex ligt in een natuurgebied waar in 1977 een zeldzame soort knoldistel werd aangetroffen, de Cirsium tuberosum. Omwille van deze plant en de variatie in de overige fauna en flora werden de vuurtoren en zijn omgeving aangeduid als een gebied van uitzonderlijk wetenschappelijk belang (Site of Special Scientific Interest). De vuurtoren vervult ook een toeristische functie: twee wachterswoningen worden te huur aangeboden als vakantiewoningen, er werd een bezoekerscentrum ingericht en het gebouwencomplex wordt ook geregeld gebruikt voor huwelijksceremoniën.

## Herstel van kusterosie
Het kalkgesteente onder de vuurtoren wordt door de voortdurende golfslag aangetast en uitgevreten waardoor er onder het complex een overhangende kust ontstaat die een bedreiging vormt voor de stabiliteit van het bouwwerk. Om deze erosie tegen te gaan werd rond 2000 een project opgestart waarbij de openingen en holten in de rots werden afgedicht en de verdere uitbreiding van de overhang werd tegengegaan door het aanbrengen van ter plaatse gewonnen kalkstenen blokken. Deze oplossing kostte Trinity House ongeveer £ 400 per jaar.